# The Devil's Path
The Devil's Path (凶悪 Kyōaku) è un film del 2013 diretto da Kazuya Shiraishi.
La pellicola ha come interpretati principali Takayuki Yamada, Lily Franky e Pierre Taki.

## Trama
Il giornalista Shuichi Fujii riceve una lettera dal carcere dal sicario Junji Sudo. Nella lettera Sudo manifesta la propria intenzione di confessare alcuni crimini fino ad allora sconosciuti alla polizia. Fujii si reca così in carcere per incontrare Sudo. Dall'incontro si viene a sapere di un agente immobiliare chiamato "Doc" che avrebbe incaricato Sudo di compiere una lunga serie di omicidi. L'intento di Sudo è quello di rendere pubbliche le malefatte del suo ex boss e vedere così Doc consegnato alla giustizia.
Fujii comincia così a rielaborare il racconto del killer, rimettendone a posto i vari frammenti. Ne risulta una storia grottesca fatta di estorsioni, torture, stupri ed incendi dolosi. Il giornale di Fujii si rifiuta però di pubblicare la storia raccontata da Sudo, ritenendola del tutto inventata. Le pressioni di Sudo, le reticenze dell'editore del giornale ed i problemi familiari trascineranno così Fujii in una lunga spirale di tensioni e violenze.

## Riconoscimenti
- 2013
  - Awards of the Japanese Academy[1]
    - Candidatura a Film dell'anno
    - Candidatura per il Regista dell'anno
    - Candidatura per la Sceneggiatura dell'anno
    - Candidatura per l'Attore non protagonista a Pierre Taki

- 2014
  - Yokohama Film Festival
    - Miglior Film
    - Yoshimitsu Morita Memorial al Miglior Regista Esordiente a Kazuya Shiraishi
    - Miglior attore non protagonista a Lily Franky